# Варданян, Егише (футболист)
Егише́ Варданя́н (арм. Եղիշե Վարդանյան; 19 августа 1992, Ереван, Армения) — армянский футболист, выступал на позиции защитника.

## Клубная карьера
Варданян выступает за «Импульс» с момента входа клуба в Премьер-лигу. В первый же сезон Варданян провёл 5 матчей в чемпионате. Дебютный матч был сыгран 26 июня 2010 года дома, против «Мики». Варданян вышел на поле в добавленное время (на 92 минуте матча) вместо Ваагна Айвазяна. Последующий сезон был менее актив — всего 2 матча. В розыгрыше Кубка 2011/2012 Варданян дошёл с командой до финала, но в финальном матче не принимал участия оставшись на скамейке запасных. В самом финале «Импульс» проиграл со счётом 0:1 гюмрийскому «Шираку». С сезона 2012/13 чаще появлялся на поле, в большинстве случаев входил на замену.

## Статистика выступлений
Данные на 2 сентября 2012 года
| Клуб             | Сезон            | Чемпионат | Чемпионат | Кубки | Кубки | Еврокубки | Еврокубки | Всего | Всего |
| Клуб             | Сезон            | Матчи     | Голы      | Матчи | Голы  | Матчи     | Голы      | Матчи | Голы  |
| ---------------- | ---------------- | --------- | --------- | ----- | ----- | --------- | --------- | ----- | ----- |
| Импульс          | 2010             | 5         | 0         | 0     | 0     | 0         | 0         | 5     | 0     |
| Импульс          | 2011             | 2         | 0         | 0     | 0     | 0         | 0         | 2     | 0     |
| Импульс          | 2012/13          | 15        | 0         | 2     | 0     | 0         | 0         | 16    | 0     |
| Всего            | Всего            | 22        | 0         | 2     | 0     | 0         | 0         | 24    | 0     |
| Всего за карьеру | Всего за карьеру | 22        | 0         | 2     | 0     | 0         | 0         | 24    | 0     |

## Достижения
- «Импульс»
  - Финалист Кубка Армении: 2011/12